# Universidad de Baeza
La Universidad de Baeza fue una universidad del antiguo Reino de Jaén (España) fundada en la ciudad de Baeza por bula del papa Pablo III en 1538. Fue una de las cuatro universidades fundadas en Andalucía en el siglo XVI (junto a Sevilla, Granada y Osuna) en el marco de la plétora de fundaciones universitarias que se produjo en aquella época en toda España, quedando encuadrada en el grupo que suele denominarse de «universidades menores», frente a las «universidades mayores» de Salamanca, Alcalá y Valladolid. Funcionó durante más de tres siglos, hasta su supresión en 1824.
Tanto el edificio de la primitiva fundación universitaria como el de su implantación definitiva forman parte del conjunto monumental renacentista de Baeza, que junto con el de Úbeda, fue declarado Patrimonio de la Humanidad por la Unesco en 2003.

## Historia

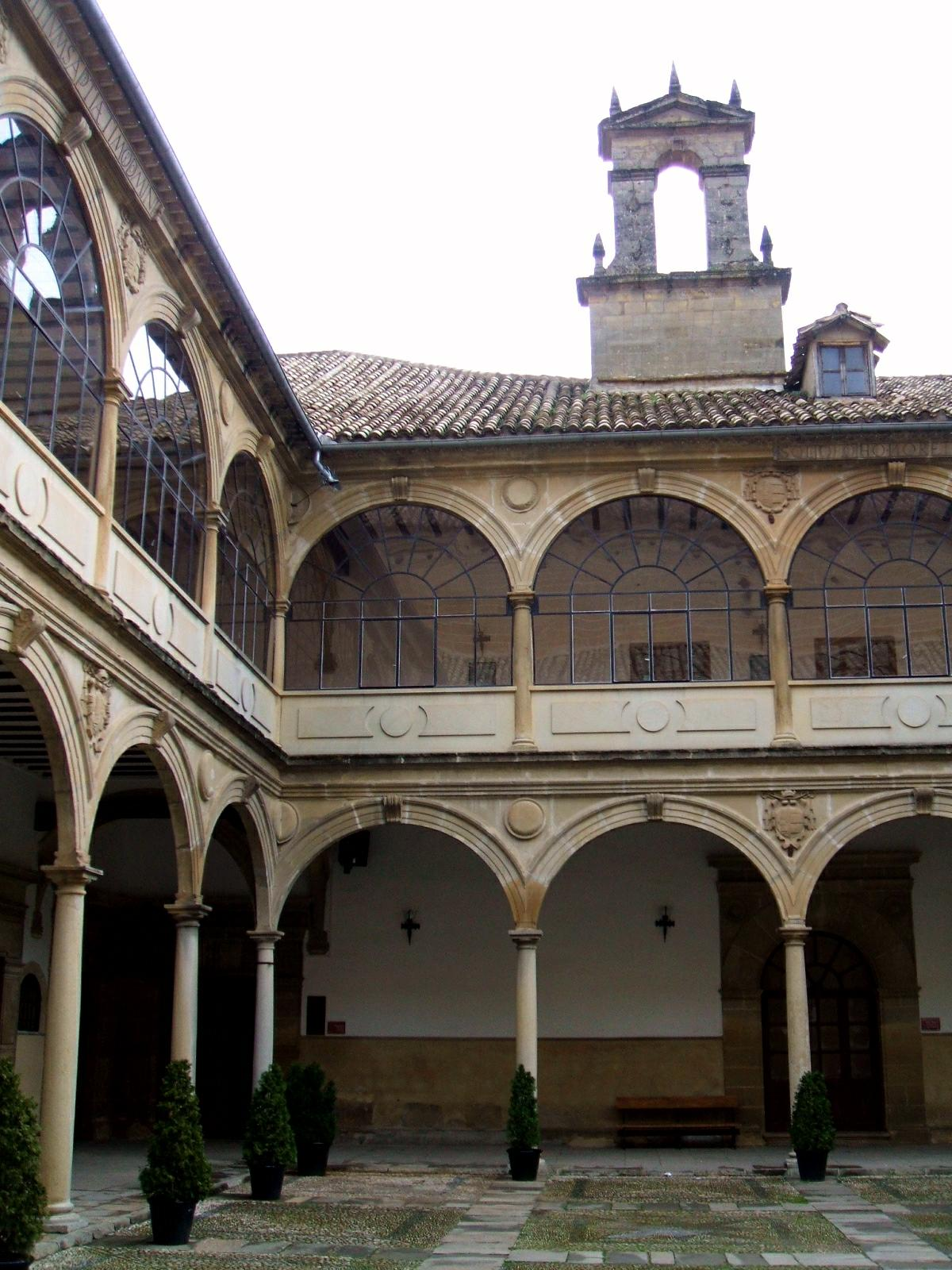
Universidad de Baeza: Vista del claustro.

Fundada por el clérigo local Rodrigo López, notario y familiar del Papa Pablo III, en un principio contó solo con un colegio de primeras letras. Pronto, sin embargo, y de la mano de San Juan de Ávila (patrono de la institución desde 1540) se convirtió en universidad en 1542, obteniendo licencia para impartir estudios de humanidades, lo que abrió la puerta a la expedición de los grados de bachiller, licenciado y doctor en artes y teología, nuevas enseñanzas de cuya organización se encargó Juan de Ávila. Más adelante, en 1565, se crearon nuevas cátedras de retórica, gramática, griego, filosofía y teología escolástica, pero no de derecho canónico según predilección de san Juan de Ávila.
Son los primeros alumnos del santo los que continúan la labor docente de la nueva universidad, convirtiéndola en una de las más destacada de Andalucía. Casi todo este profesorado estaba constituido por cristianos nuevos que imprimieron a la universidad un carácter fundamentalmente pastoral. La Inquisición, sospechosa de la ascendencia de los principales miembros de su claustro, encausó a varios de ellos acusándolos de alumbrados. Así, varios fueron encarcelados bajo acusaciones de herejía que incluían la adoración demoníaca. El propio san Juan de Ávila fue uno de los que tuvo que pasar por un año de cárcel. No obstante, las acusaciones no lograron ser probadas, y tanto la causa contra el maestro Ávila como las llevadas contra Hernán Núñez, Hernando de Herrera, Diego Pérez de Valdivia o Bernardo de Carleval, entre otros, fueron finalmente abandonadas y la vida universitaria pudo seguir su curso.
En 1595 se inauguró un nuevo edificio (el hoy comúnmente identificado con la universidad), mientras, el primitivo pasó a albergar los estudios propedéuticos. Ya en las nuevas instalaciones, la universidad ganó un pleito contra quienes intentaban fundar otra institución similar en la ciudad de Jaén; institución finalmente desautorizada en 1630 por real orden de Felipe IV. Más tarde, en 1667 la universidad baezana firmó un hermanamiento con la Universidad de Salamanca, siendo rector de ésta el baezano don Juan Francisco de Mexía y Ponce de León. En 1807 tiene lugar su primera supresión. No obstante, reanudaría sus cursos entre 1815 y 1824, fecha en que por real decreto de Fernando VII, ejecutado por la Real Chancillería de Granada, queda definitivamente suprimida.

## Sedes

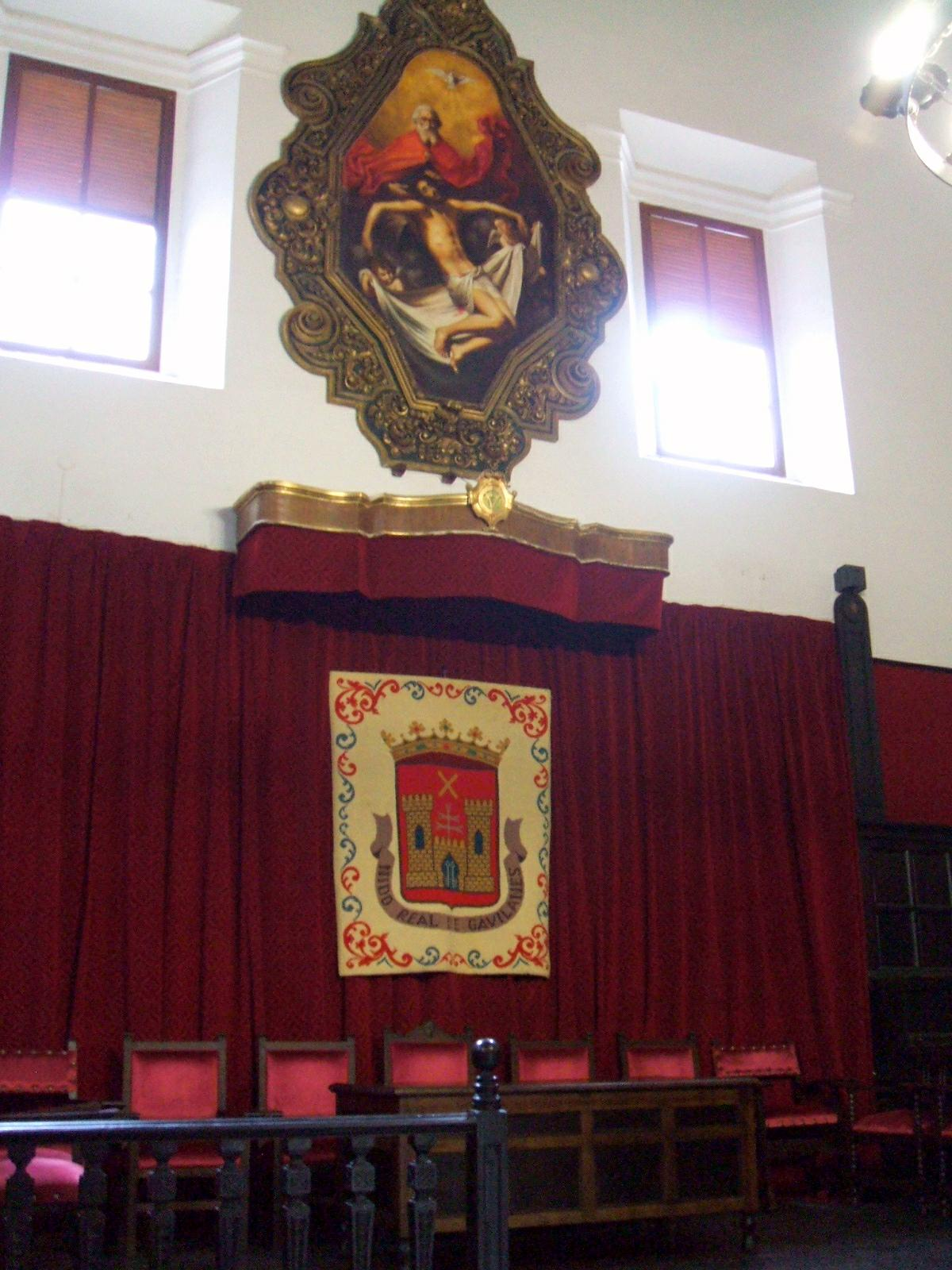
Universidad de Baeza: Paraninfo

### Primitiva Fundación Universitaria
Se encontraba intramuros, no muy lejos del alcázar de la ciudad, en un edificio que perteneció a la familia de los Acuña y que había sido incautado por Carlos I por haber servido de lugar de reunión a los comuneros baezanos. Terminadas las obras del nuevo edificio en 1593 el traslado solemne al mismo se realiza en 1595, quedando en la primitiva fundación la enseñanza primaria hasta que pasa definitivamente al nuevo edificio en 1814. Hoy en día, el edificio docente no ofrece al exterior más que su antigua portada de arco de medio punto con columnas estriadas (una repuesta en la última restauración) y una inscripción latina alusiva a la fundación.

### Edificio de Pedro Fernández de Córdoba
En 1568 muere el Arcediano de Campos Rodrigo Pérez de Molina, uno de los patronos y sobrino del fundador, que nombra Administrador de la Universidad y heredero de sus bienes a su sobrino el Canónigo D. Pedro Fernández de Córdoba. Este, con la fortuna heredada y la suya propia, crea una fundación docente mayor aprovechando los terrenos contiguos al pósito de la ciudad que para construir una ampliación ya había adquirido la vieja Universidad. Así se construye el nuevo edificio en una parcela contigua al Portillo de San León (contiguo al desaparecido convento franciscano homónimo), para lo cual hubo de derribarse la muralla adyacente. Según José Molina Hipólito se vienen admitiendo como maestros constructores a Collado, Mendoza, Andrés Martínez, Luis Alonso y Juan Ambrosio pero ¿quién dio la traza? ¿Francisco del Castillo?

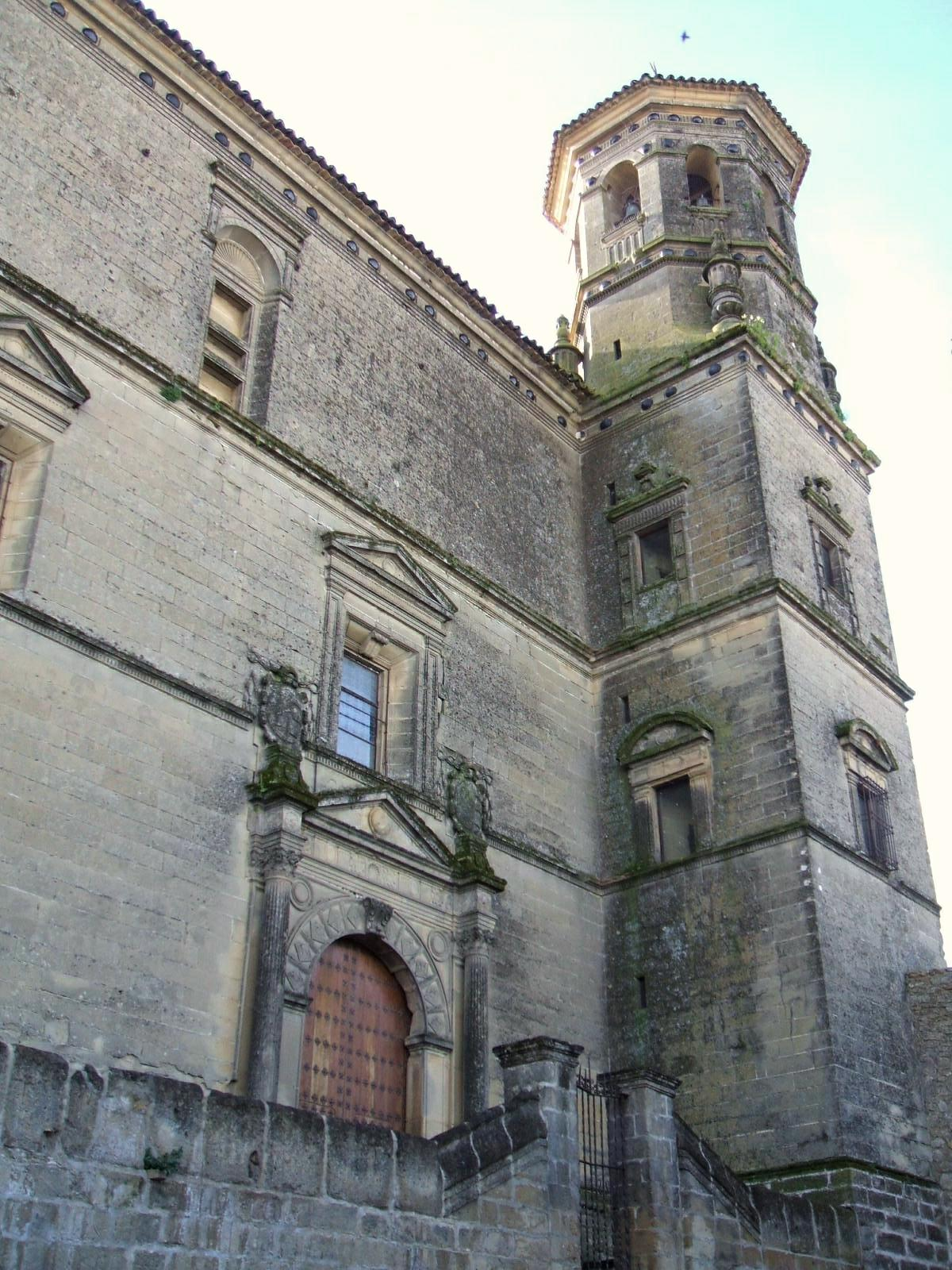
Universidad de Baeza: capilla de San Juan Evangelista; fachada oeste.

La fachada de este nuevo edificio es de estilo manierista con tres cuerpos. El rasgo más destacado del primero es el medallón bajo manto que, representando la Santísima Trinidad, interrumpe el entablamento; mientras en el segundo destacan dos escudos del Canónigo Fernández de Córdoba que de hecho se timbran con capelo arzobispal. En el interior destaca su claustro de doble arcada sobre columnas, en torno al cual se encuentran: la caja de la escalera (en la que también se halla la antigua cárcel de los estudiantes) y el Paraninfo, de planta cuadrada, con graderío y artesonado de madera, y decorado con cuadros de la Santísima Trinidad, del fundador Rodrigo López, de San Juan de Ávila y de Diego Pérez de Valdivia.
Por su parte, la capilla de San Juan Evangelista fue terminada a principios del siglo XVII; y su fachada principal forma un solo cuerpo con la del edificio colegial, correspondiendo su volumen con la crujía oeste del claustro. Cuenta con dos puertas: la principal, que da al sur, y otra en la fachada oeste, donde un antemuro salva el desnivel del terreno dando lugar a una lonja. La torre tiene un primer cuerpo de sección cuadrada que se convierte en octogonal en los dos superiores. El interior de la capilla es de una sola nave dividida en tres secciones: bóveda de medio cañón, cúpula sobre pechinas cubriendo un falso crucero marcado con columnas, y gran arco de medio punto sobre el presbiterio (cuyo retablo desapareció durante la Guerra Civil). Dentro del falso crucero, y en el lado del Evangelio, hay un gran nicho cerrado por medio punto albergando la escultura orante (decapitada) en mármol de Carrara del canónigo Fernández de Córdoba; sobre el arco un bajorrelieve de la Resurrección de Jesús flanqueado con escudos del donante. Otras dos capillas afrontadas se encuentran por debajo del crucero, y a los pies del templo se halla un coro alto sobre bóveda rebajada (con casetones y lunetos) que descansa sobre ocho columnas; en el lado de la epístola hay una cantoría que, partiendo del coro, sobrevuela la nave.

## Herencia histórica

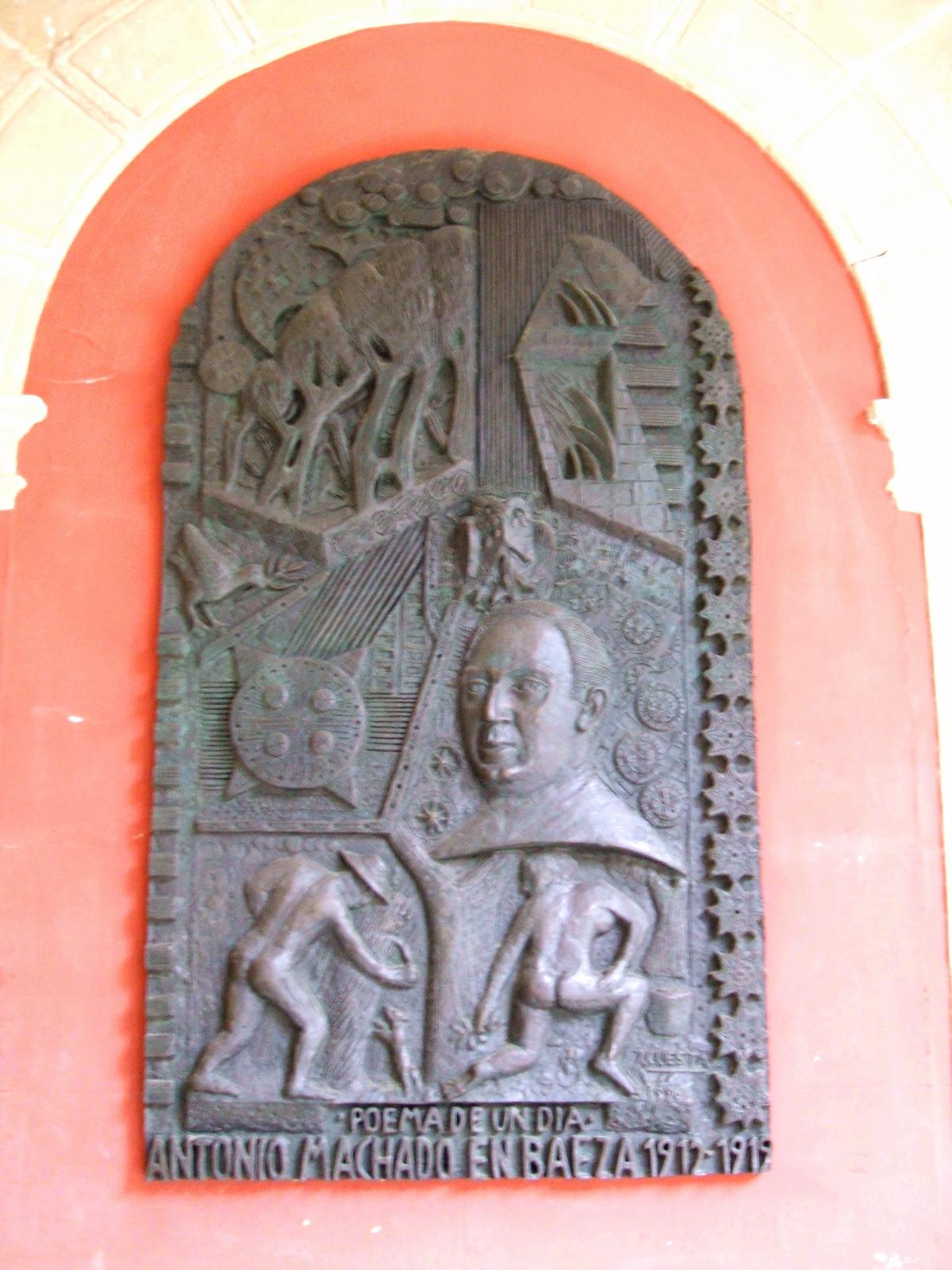
Monumento a Antonio Machado en el actual IES Santísima Trinidad

Tras la supresión de la institución docente, el edificio de la primitiva fundación fue desamortizado y hoy, aunque mutilado por los usos diversos a los que desde entonces ha sido entregado, aún subsiste como museo municipal. Por su parte, el nuevo edificio entró a formar parte del sistema de enseñanza secundaria desarrollado durante el siglo XIX: primero, en 1824, como Colegio de Humanidades, después como un Instituto Libre, para convertirse en 1875 en Instituto de Bachillerato, antecedente del actual instituto de enseñanza secundaria Santísima Trinidad en el que fue profesor de Gramática Francesa, entre 1912 y 1919, el poeta Antonio Machado. Otros docentes destacados que enseñaron en este centro fueron: Jaume Vicens i Vives y Rafael Rodríguez-Moñino Soriano.
Desde finales del siglo XX Baeza acoge la Sede Antonio Machado de la Universidad Internacional de Andalucía, que centra su actividad en cursos de postgrado. La sede no se encuentra en las dependencias históricas de la Universidad de Baeza, sino en el restaurado palacio de Jabalquinto y en el antiguo Seminario Conciliar.
En 1980 se fundó en la capilla de San Juan Evangelista la hermandad penitencial del Santísimo Cristo de la Misericordia para dar culto a una talla de Cristo crucificado del último tercio del siglo XVI que se encontraba en el presbiterio de la capilla. En su reforma estatutaria de 2010, dicha hermandad ha agregado como titulares a la Inmaculada Concepción (por cuyo dogma se pronunció la universidad baezana en el siglo XVII) y al antiguo patrono de la universidad San Juan de Ávila.